# Kamienne

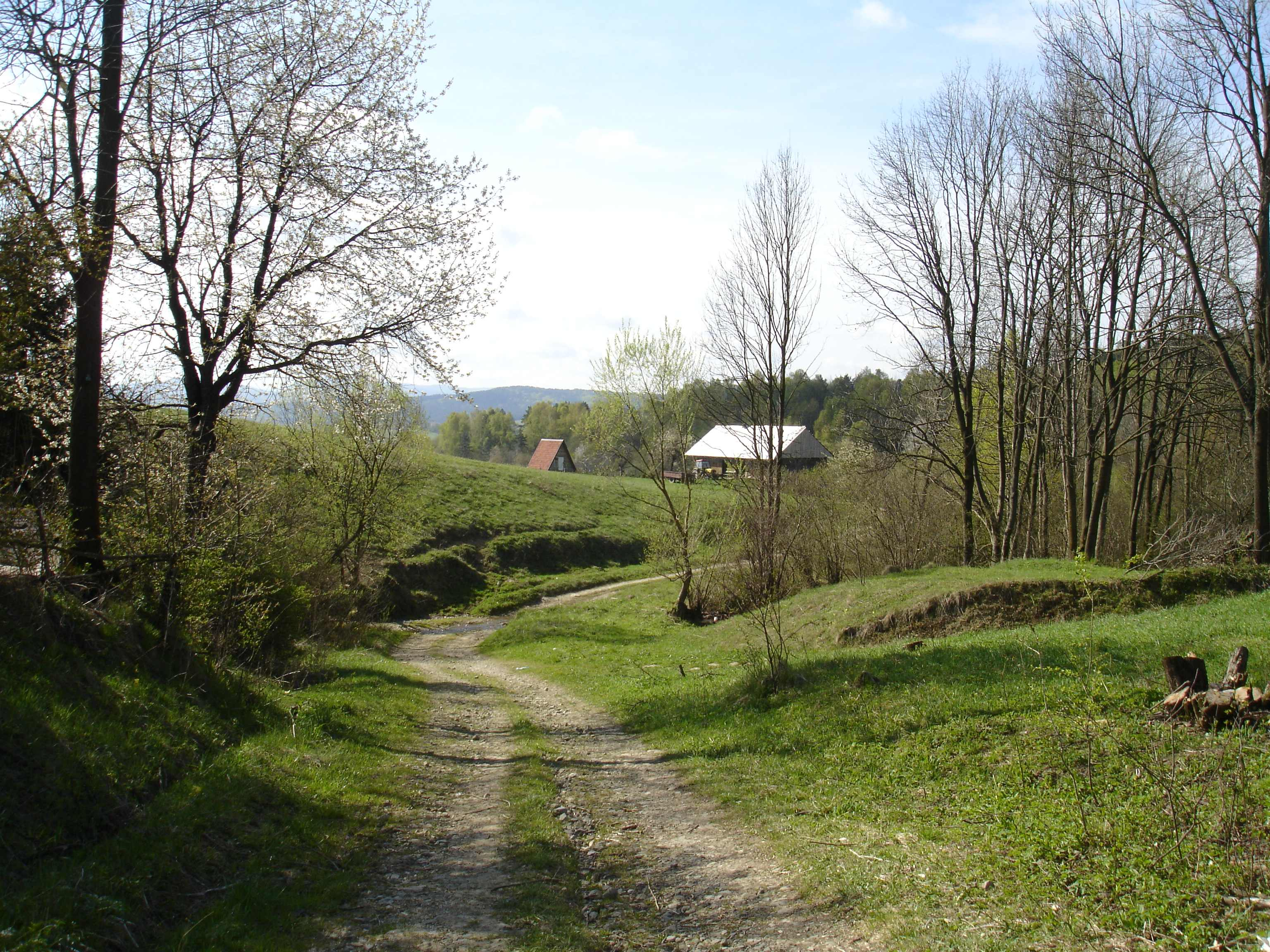
Nieistniejąca wieś Kamienne (po prawej stronie drogi widoczny skrawek przycerkiewnego cmentarzyska oznaczony na mapie kołem z krzyżykiem, w głębi stajnia dla bydła oraz domek kempingowy)

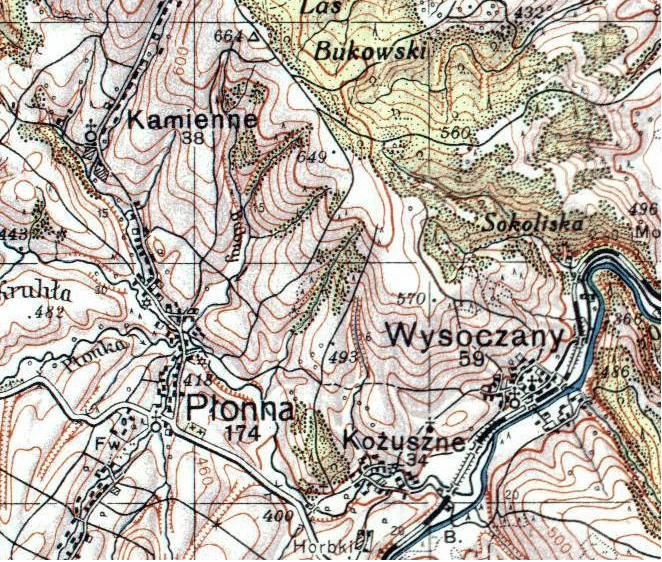
Położenie wsi na mapie z roku 1933 (znakiem topograficznym koła z krzyżem oznaczone jest położenie cerkiewki oraz cmentarza, miejsce to przybliżone jest na widocznym zdjęciu pod tabelą infoboxu)

Kamienne – nieistniejąca wieś na terenie gminy Bukowsko, w powiecie sanockim, województwie podkarpackim na Pogórzu Bukowskim. Mimo to miejscowość jest odnotowana przez GUS w rejestrze TERYT jako miejscowość podstawowa. W obecnym obrębie geodezyjnym Kamienne znajdują się pola oraz las będący własnością osób prywatnych.

## Historia
W latach 1340–1772 w ziemi sanockiej, województwo ruskie. W latach 1772–1852 cyrkuł leski, następnie sanocki. Od 1867 powiat sanocki, gmina Bukowsko w Galicji.
Wieś lokowana przez Mikołaja Herburta Odnowskiego około 1539. Od 1553, na prawie wołoskim. Wieś położona była wzdłuż wyniesienia ze szczytem 600 m n.p.m., który przecinają liczne strumienie górskie z najważniejszym w tym miejscu potokiem Płonka (już poniżej wsi), przy którym zlokalizowane były dwa młyny wodne. Wieś przecinała górska droga szutrowa prowadząca od rynku w Bukowsku do dworu w Płonnej. Parafia łacińska dla tej wsi znajdowała się w Bukowsku. Osada ta była niegdyś siedzibą kościoła filialnego należącego parafii w Płonnej. Pierwotna świątynia w Kamiennem pw. Najświętszej Marii Dziewicy pochodziła z 1672 i dopiero w 1881 została zastąpiona nowym kościołem.
Lustracja dóbr w dzierżawach będących, sporządzona przez A. de Romainville (1774), podaje że zabudowania dworskie doszczętnie zgorzały, rano, samym świtaniem w 1772 grud. 20. Sprawcą podpalenia był mieszkaniec Przybyszowa, pełniący służbę jako stróż nocny.
W połowie XIX wieku właścicielem posiadłości tabularnej w Kamiennem był Aleksander Rylski.
W drugiej połowie XIX wieku właścicielką wsi Kamienne była Leopoldyna Horodyńska. W 1898 Kamienne wieś zajmowała obszar 1,6 km² powierzchni, licząc 162 mieszkańców zamieszkujących 29 domów. W 1900 wieś liczyła 209 mieszkańców, całkowita pow. wsi wynosiła 160 ha oraz 33 domy. W 1905 Józefa Pruszyńska posiadała we wsi obszar 181,6 ha. W 1911 właścicielami tabularnymi byli Józefa I. Jasińska II. Pruszyńska i Władysław Jasiński, posiadający 138 ha. Do 1939 wieś była własnością mieszczan nowotanieckich Wł. Jasińskiego oraz Fr. Silarskiego. Władysław Jasiński zmarł 11 czerwca 1929.
W II Rzeczypospolitej wieś w powiecie sanockim województwa lwowskiego. Przed wybuchem wojny wieś liczyła 42 domostwa, zamieszkiwali ją głównie Rusini. W 1939 po sprzedaży wsi jej właścicielami stali się państwo Przyboś, Gołda i Bator. We wrześniu 1944 podczas operacji dukielsko-preszowskiej we wsi stacjonowała niemiecka 96. Infanterie-Division.
28 lutego 1946 nacjonaliści ukraińscy z OUN-UPA napadli na kwaterujących tutaj żołnierzy Wojska Polskiego. Zginęło 20 żołnierzy, a 30  zostało rannych. Zginęło też kilku cywili. Spalony został znajdujący się we wsi dworek. 10 maja tegoż roku UPA zaatakowała stacjonujący we wsi oddział 34 pułku piechoty z 8 Dywizji Piechoty. Zginęło 9 żołnierzy, ale atak został odparty.
W 1946 po wysiedleniu ukraińskich mieszkańców wieś została spalona przez UPA. Z pożaru ocalał tylko jeden budynek i cerkiew. W kolejnym roku cerkiew w Kamiennem została rozebrana z nakazu władzy ludowej, przez księdza z Płonnej. Dzwon cerkiewny został przeniesiony następnie do Szczawnego. Przesiedlenie Rusinów w ramach wymiany ludności oraz spalenie domostw przez UPA zamknęło historię tej wsi. Do pozostałości po wsi należy dziś cerkwisko oraz cmentarzysko, są one położone za górskim strumieniem przecinającym drogę gruntową prowadzącą w stronę cmentarza żydowskiego w Bukowsku.

## Mieszkańcy
Nazwiska mieszkańców w XIX wieku: Ananiewicz, Barycki, Boćko, Chyr, Chrycyszyn, Łuczko, Małyj, Petejko, Romański, Szczerba, Siwy, Tymcio, Bochnak, Haszczycz, Hohocz, Dawidko, Dulin, Zułycz, Zeliźniak, Korczowski, Maliniak, Meryna, Mochnacki, Nosula, Patuzik, Przystasz, Sirka, Stec, Tarasik, Tatuśko, Tkaczyk, Feczko, Jarko.

## Metryki
(unickie)
- Liber natorum – 1784–1847
- Liber copulatorum – 1784–1799, 1801, 1803–1810, 1813, 1816, 1818–1819, 1821–1822, 1829–1840
- Liber mortuorum – 1784–1840